# Старий Шилік
Старий Шилі́к (каз. Ескі Шілік) — село у складі Отирарського району Туркестанської області Казахстану. Входить до складу Шиліцького сільського округу.
Населення — 749 осіб (2021; 785 у 2009, 1033 у 1999, 750 у 1989).